# Ilinka (Primórie)
|  | Per a altres significats, vegeu «Ilinka». |

Ilinka (en rus: Ильинка) és un poble del krai de Primórie, a l'Extrem Orient de Rússia, que en el cens del 2010 tenia 1.455 habitants. Es troba al districte rural de Khankaiski.